# Filippo Vallino
Filippo Vallino (1847 – 27 aprile 1916) è stato un medico e botanico italiano.
Fu nominato Cavaliere dell'Ordine della Corona d'Italia sulla proposta del Ministro dell'Istruzione Pubblica nel 1876.
Tra il 1888 ed il 1913 si occupò della catalogazione della flora piemontese insieme al Cav. E. Ferrari, Conservatore del Regio Orto Botanico. Nel 1897 supportò, insieme al CAI, la fondazione della Pro Montibus. Sempre per il Club Alpino Italiano scrisse numerosi articoli e tenne alcune conferenze sulla flora alpina.
Gli venne dedicata una particolare specie di Euphorbia, la "Euphorbia Valliniana", da lui raccolta per la prima volta il 26 luglio del 1900 nella Val Macra.

## Opere
- La vegetazione nel territorio di Leynì nei rapporti colla coltura agraria, Vincenzo Bona, Tipografo della Real Casa (1913)